# 울산구치소
울산구치소는 대한민국의 구치소이다. 울산광역시 울주군 청량읍 청량천변로 103-9 에 위치하고 있다.